# Māhforūjak
Māhforūjak (persiska: ماهفروجَك, Māhfrūjak, ماهفروجک) är en ort i Iran.   Den ligger i provinsen Mazandaran, i den norra delen av landet, 160 km nordost om huvudstaden Teheran. Māhforūjak ligger 24 meter över havet och antalet invånare är 892.
Terrängen runt Māhforūjak är platt åt nordväst, men åt sydost är den kuperad. Runt Māhforūjak är det ganska tätbefolkat, med 111 invånare per kvadratkilometer. Närmaste större samhälle är Sari, 10,4 km nordost om Māhforūjak. I omgivningarna runt Māhforūjak växer i huvudsak blandskog.